# منزل الشيخ خزعل
منزل الشيخ خزعل (بالفارسية: خانه شیخ خزعل) هو منزل تاريخي يعود إلى عصر القاجاريون، ويقع في طهران.